# Beith

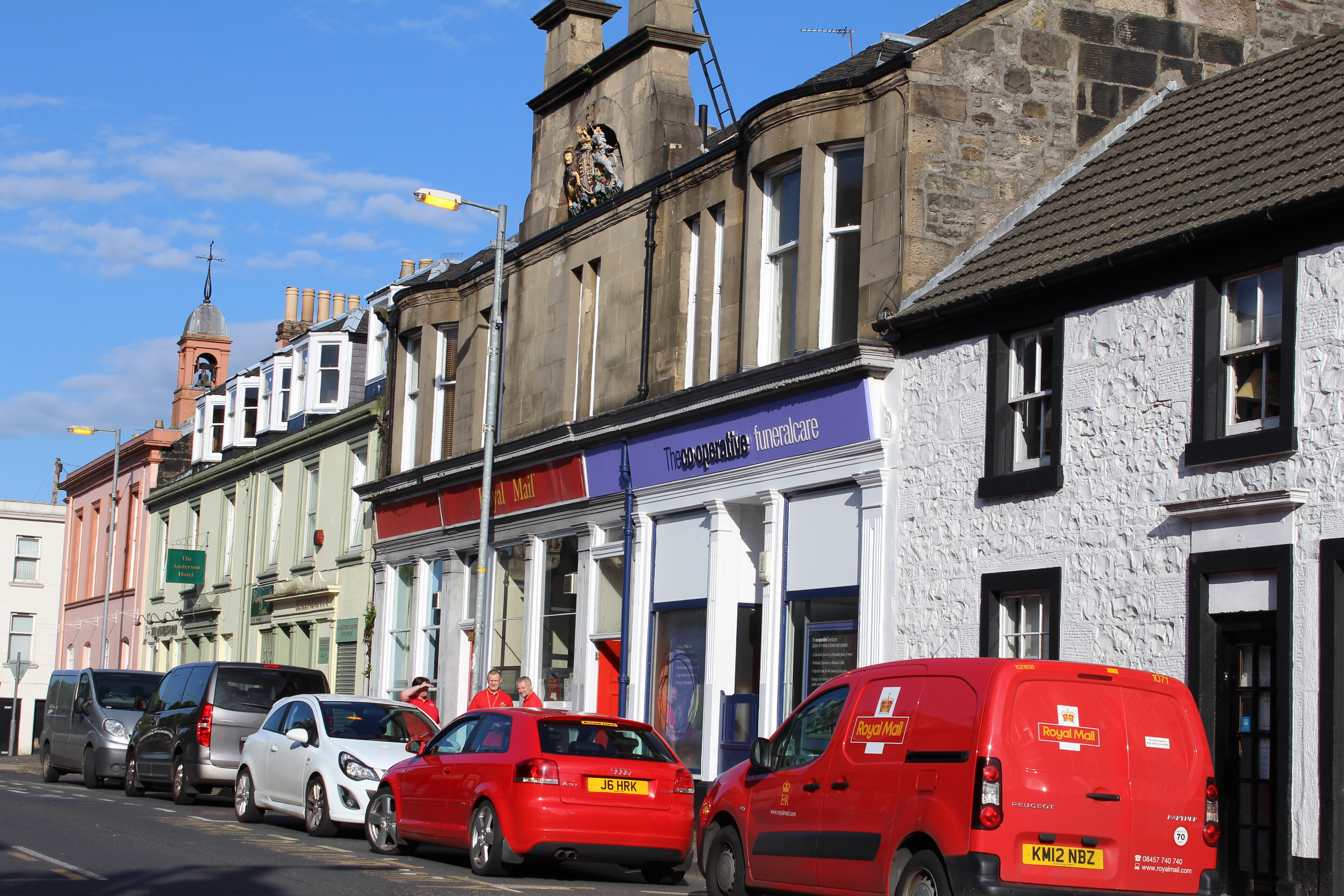
Beith: la Eglinton Street

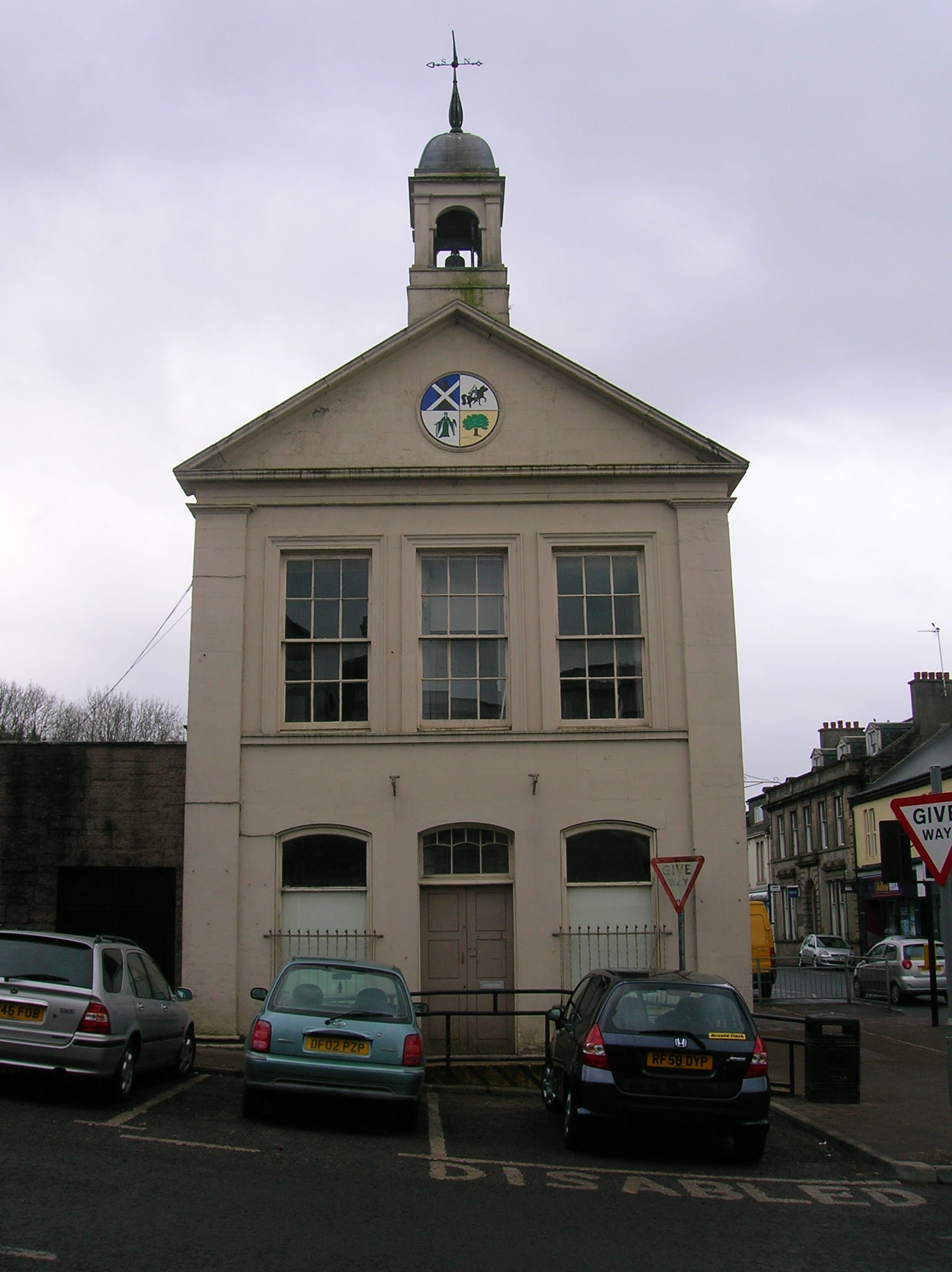
Il municipio di Beith

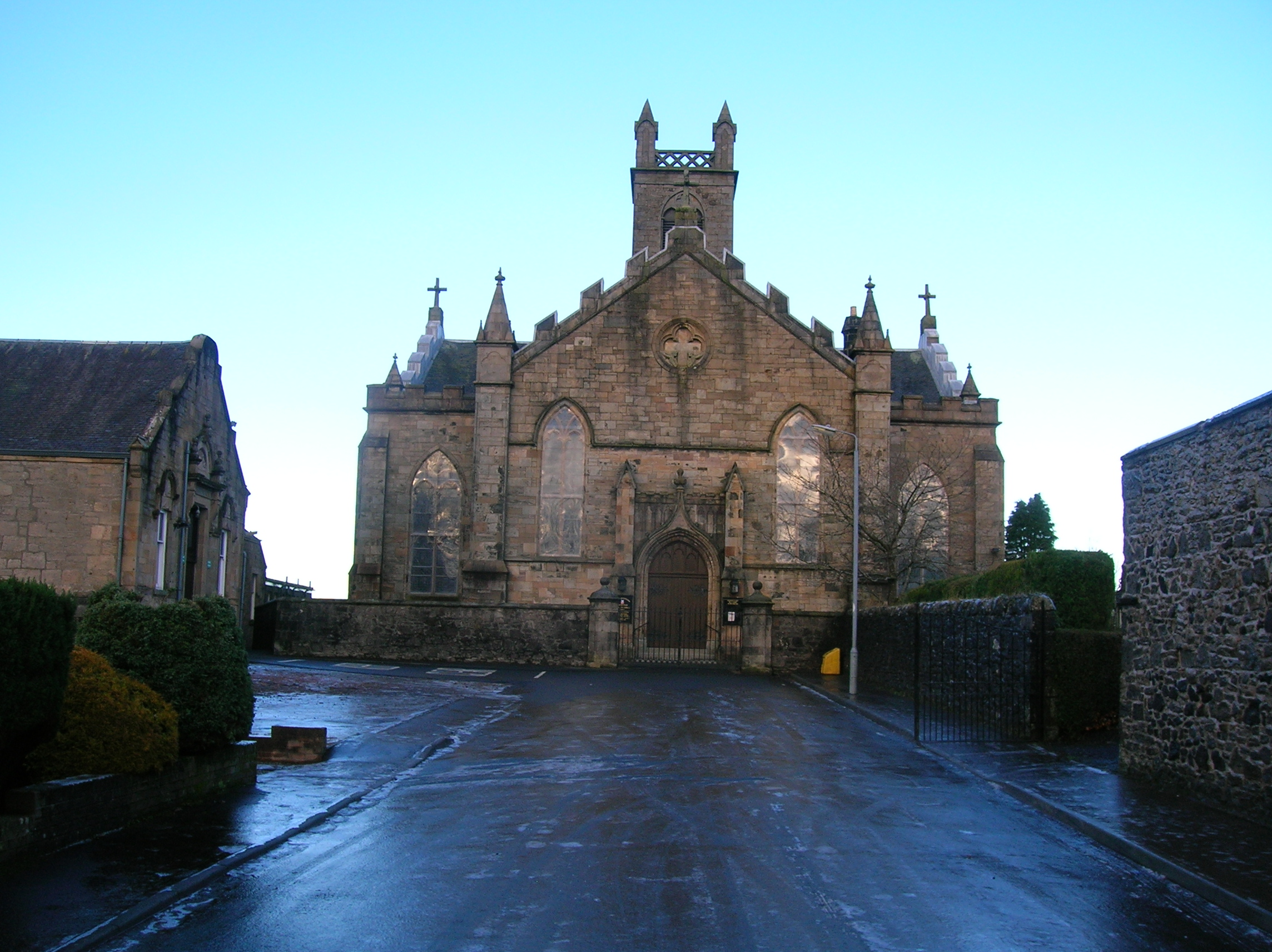
Beith: la High Church

Beith è una cittadina di circa 6.000 abitanti della Scozia sud-occidentale, facente parte dell'area di consiglio dell'Ayrshire Settentrionale (contea tradizionale: Renfrewshire) e situata lungo la sponda orientale del Kilbirnie Loch, nella parte orientale della valle del fiume Garlock.

## Geografia fisica
Beith si trova a sud di Lochwinnoch e ad est di Kilbirnie, a circa 21 miglia ad ovest di Glasgow e a circa 25 miglia a nord di Ayr.
La località e situata a 343 piedi s.l.m.

## Origini del nome
Il toponimo Beith deriva da un termine gaelico che significa "albero di betulla".

## Storia
Agli inizi del XVIII secolo, si hanno notizie di un mercato in loco dove si vendevano prodotti tessili.
La ferrovia raggiunse la città agli inizi del secolo successivo.
Alla fine del XIX secolo, sorgevano a Beith sei fabbriche di mobili, che in seguito però chiusero i battenti (l'ultima nel 1983).

## Monumenti e luoghi d'interesse

### Architetture religiose
Principali edifici religiosi di Beith sono la Auld Kirk, risalente alla fine del XVI secolo e ora trasformata in un museo, e la High Church, risalente al XIX secolo.

### Architetture civili
Tra i punti d'interesse della cittadina, figura inoltre la Eglinton Street, dove si affaccino edifici del XVIII e XIX secolo.

## Società

### Evoluzione demografica
Nel 2016, la popolazione stimata di Beith era pari a circa 6.040 abitanti, di cui 3.136 erano donne e 2.904 erano uomini.
La popolazione al di sotto dei 20 anni era pari a 1.252 unità, di cui 956 erano i bambini e i ragazzi al di sotto dei 16 anni.
La località ha conosciuto un calo demografico rispetto al 2011, quando la popolazione censita era pari a 6.200 abitanti, e al 2001, quando la popolazione censita era pari a 6.510 abitanti.